# Sándor Tihanyi
Sándor Tihanyi (* 1. Januar 1919 als Sándor Timli in Pincehely, Komitat Tolna; † 15. September 2006) war ein Offizier in der Volksrepublik Ungarn und zuletzt Generalmajor (Vezérőrnagy) im Innenministerium (Belügyminisztérium) sowie von 1957 bis 1976 stellvertretender Chef des Polizeipräsidiums Budapest BRFK (Budapesti Rendőr-főkapitányság).

## Leben
Der als Sándor Timli geborene Sándor Tihanyi, Sohn von Julianna Csepregi, wurde nach dem Schulbesuch und einer Berufsausbildung 1940 Stellmachergeselle. Im Dezember 1940 wurde er während des Zweiten Weltkrieges zum Kriegsdienst im III. Bataillon des 18. Infanterieregiments der Landstreitkräfte (Honvédség) eingezogen und diente bis Dezember 1943 als Korporal (Szakaszvezető) in der Werkstatt des Bataillons. Danach besuchte er zwischen 1943 und 1944 Antifa-Schulen in der Sowjetunion und schloss sich von Mai 1944 bis Juni 1945 als Partisan an der 4. Ukrainischen Front der Roten Armee an, in deren 18. Armee sowie später 38. Armee er diente.
Am 15. Juli 1945 trat Tihanyi als Leutnant (Hadnagy) in das Hauptquartier der Ungarischen Staatspolizei (Magyar Államrendőrség) in Budapest ein und übernahm im Anschluss Aufgaben in den Polizeidienststellen im Komitat Tolna sowie danach im Bezirk Szirak und im Bezirk Nagykáta, wo er am 20. Dezember 1947 befördert wurde. Nachdem er zwischen 1948 und 1949 die Polizeiakademie (Rendőrakadémia) absolviert hatte, wurde er am 1. Februar 1949 zum Hauptmann (Százados) befördert und daraufhin zwischen März und Juli 1949 Kommandant der Polizeidienststelle Mosonmagyaróvár. Anschließend fungierte er von Juli 1949 bis 1950 Abteilungsleiter in der Polizeidienststelle Győr und erhielt am 25. November 1950 seine Beförderung zum Major (Őrnagy). Zwischen Dezember 1950 und Dezember 1951 diente er als Chef des Polizeipräsidiums im Komitat Somogy und besuchte zugleich 1951 für fünf Monate die Parteischule der Ungarischen Werktätigen MDP (Magyar Dolgozók Pártja). Nachdem er von Dezember 1951 bis 1953 Leiter einer Abteilung im Innenministerium (Belügyminisztérium) war, absolvierte er von 1953 bis 1954 die Operative Schule des Ministeriums für Staatssicherheit der Sowjetunion.
Nach seiner Rückkehr übernahm Sándor Tihanyi zwischen Dezember 1954 und Oktober 1956 im Innenministerium den Posten als Leiter der Abteilung BM II/2 Spionageabwehr (Kémelhárítás) und wurde in dieser Position am 7. November 1955 zum Oberstleutnant (Alezredes) befördert. Zugleich schloss er 1956 ein Studium an einer Juristischen Fakultät ab. Nach der Niederschlagung des Volksaufstandes (23. Oktober bis 4. November 1956) wechselte er ins Polizeipräsidium Budapest und war dort anfangs von November 1956 bis März 1957 erst stellvertretender Leiter sowie im Anschluss zwischen dem 15. Dezember 1957 und 1962 Leiter der Abteilung Politische Ermittlungen (Politikai Nyomozó). Er wurde 1962 als Vertreter von György Soós erster stellvertretender Chef des Polizeipräsidiums Budapest und bekleidete diesen Posten bis zum 30. Juni 1961 sowie zugleich von 1962 bis zum 30. Juni 1971 Leiter der dortigen Abteilung III und wurde am 29. März 1963 zum Oberst (Ezredes) befördert.
Am 1. Juli 1971 wurde er als Vertreter von Generalmajor György Baranyai stellvertretender Chef des Polizeipräsidiums Budapest BRFK (Budapesti Rendőr-főkapitányság) und war in dieser Funktion zugleich bis zu seiner Ablösung durch Oberst Sándor Ambrus am 30. April 1976 Leiter der Abteilung Staatssicherheit. Er wurde am 1. April 1974 zum Generalmajor (Vezérőrnagy) befördert und trat am 30. April 1976 in den Ruhestand. Im November 1973 wurde er zudem Mitglied des Nationalkomitees der Nationalen Partisanenorganisation (Magyar Partizánszövetség), die seit Januar 1958 von Lajos Fehér geleitet wurde.